# Вассерлозен
Вассерлозен (нім. Wasserlosen) — громада в Німеччині, розташована в землі Баварія. Підпорядковується адміністративному округу Нижня Франконія. Входить до складу району Швайнфурт.
Площа — 51,32 км2. Населення становить 3365 ос. (станом на 31 грудня 2020).